# Tekno (musicien)
Ne doit pas être confondu avec Tekno.
Augustine Miles Kelechi plus connu sous son nom de scène Tekno est  musicien, chanteur, auteur-compositeur et parolier nigérian né le 17 décembre 1990.

## Biographie
Augustine Miles Kelechi est originaire d'Ivo, zone de gouvernement local de l'état Ebonyi,. Issu d'une famille de 6 enfants, il a vu le jour à Bauchi. Il est avec ses frères élevé  dans plusieurs régions du pays notamment à Nassarawa, Kaduna et Abuja, car leur père; fonctionnaire de l'armée nigériane voyageait beaucoup et les emmenaient avec lui. À l'âge de 8 ans, Tekno est inscrit dans une école de musique où il a appris et maîtrisé les rudiments du piano et de la guitare.

## Carrière
Tekno a d'abord été signé sous K-Money Entertainment. Son premier single, intitulé Holiday est accueilli positivement et a été diffusé massivement. Mais, tout a véritablement commencé pour Tekno en 2012. En effet, lors d'un événement dans la ville d'Abuja, il reçoit une ovation debout après avoir chanté une chanson intitulée Onye Ne Kwu, un remix du tube Oleku d'Ice Prince. Au cours de cette même soirée, il rencontre de grands de la chanson nigériane tels que Iyanya et le comédien Ubi Franklyn dont il se lie d'amitié et qui finissent par le convaincre de monter sur Lagos pour poursuivre sa carrière musicale.
Le 5 octobre 2013, il signe un contrat d'enregistrement avec Made Men Music Group chez qui il sort des singles comme Dance et Anything qui ont été nommés dans la catégorie du Meilleur nouvel acte de l'année  aux Nigeria Entertainment Awards 2014 (en). Le 18 juin 2015, Tekno sort son si Duro, un véritable succès musical produit par DJ Coublon. Ce single a été accueilli positivement tant en Afrique qu'aux États-Unis.
En juin 2018, il signe un contrat de distribution avec Universal Music Group Nigeria. En juillet 2019, Tekno figure sur la bande originale du film Le Roi Lion de Beyoncé : The Gift sur la chanson Don't Jealous Me.
Le 10 décembre 2020, il sort son premier album Old romance dont il avait publié la tracklist le 6 décembre 2020. Cet album est composé de 13 chanson.

## Discographie
Tekno a sorti un album et plusieurs singles :

### Album
| Chansons      | Temps |
| ------------- | ----- |
| Sku Sku       | 3:03  |
| Tumbo         | 2:43  |
| Uptown Girl   | 2:36  |
| Catalia       | 3:01  |
| Addicted      | 2:59  |
| Designer      | 3:03  |
| Family Issues | 2:48  |
| In Love       | 3:09  |
| Neighbour     | 2:32  |
| Armageddon    | 3:05  |
| Dana          | 3:36  |
| Ugly Parade   | 2:05  |
| Mistakes      | 2:58  |

### Singles
| Année                           | Chansons                            |
| ------------------------------- | ----------------------------------- |
| 2013                            | "Holiday"                           |
| 2013                            | "Onye Ne Kwu"(featuring Ice Prince) |
| 2014                            | "Dance"                             |
| 2014                            | "Shoki"(featuring B-Red)            |
| 2014                            | "Go Low"                            |
| 2014                            | "Mess"                              |
| 2014                            | "Zima"                              |
| 2014                            | "Jonzing"                           |
| 2014                            | "Anything"                          |
| 2015                            | "Duro"                              |
| 2015                            | "Maria"                             |
| 2015                            | "Wash"                              |
| 2016                            | "Where"                             |
| 2016                            | "Pana"                              |
| 2016                            | "Rara"                              |
| 2017                            | "Yawa"                              |
| 2017                            | "Be"                                |
| 2017                            | "Samantha"                          |
| 2017                            | "Go"                                |
| 2017                            | "Mama"(featuring Wizkid)            |
| 2017                            | "Only One"                          |
| 2018                            | "Your Luv"                          |
| 2018                            | "Jogodo"                            |
| 2018                            | "Choko"                             |
| 2018                            | "On You"                            |
| 2019                            |                                     |
|                                 |                                     |
| "Uptempo"                       |                                     |
| "Skeletun"                      |                                     |
| "Surulere"                      |                                     |
| "Agege"(featuring Zlatan Ibile) |                                     |
| 2020                            | "Beh Beh"(featuring Masterkraft)    |
| 2020                            | "PuTTin",                           |
| 2020                            | "Enjoy"                             |